# Framiré

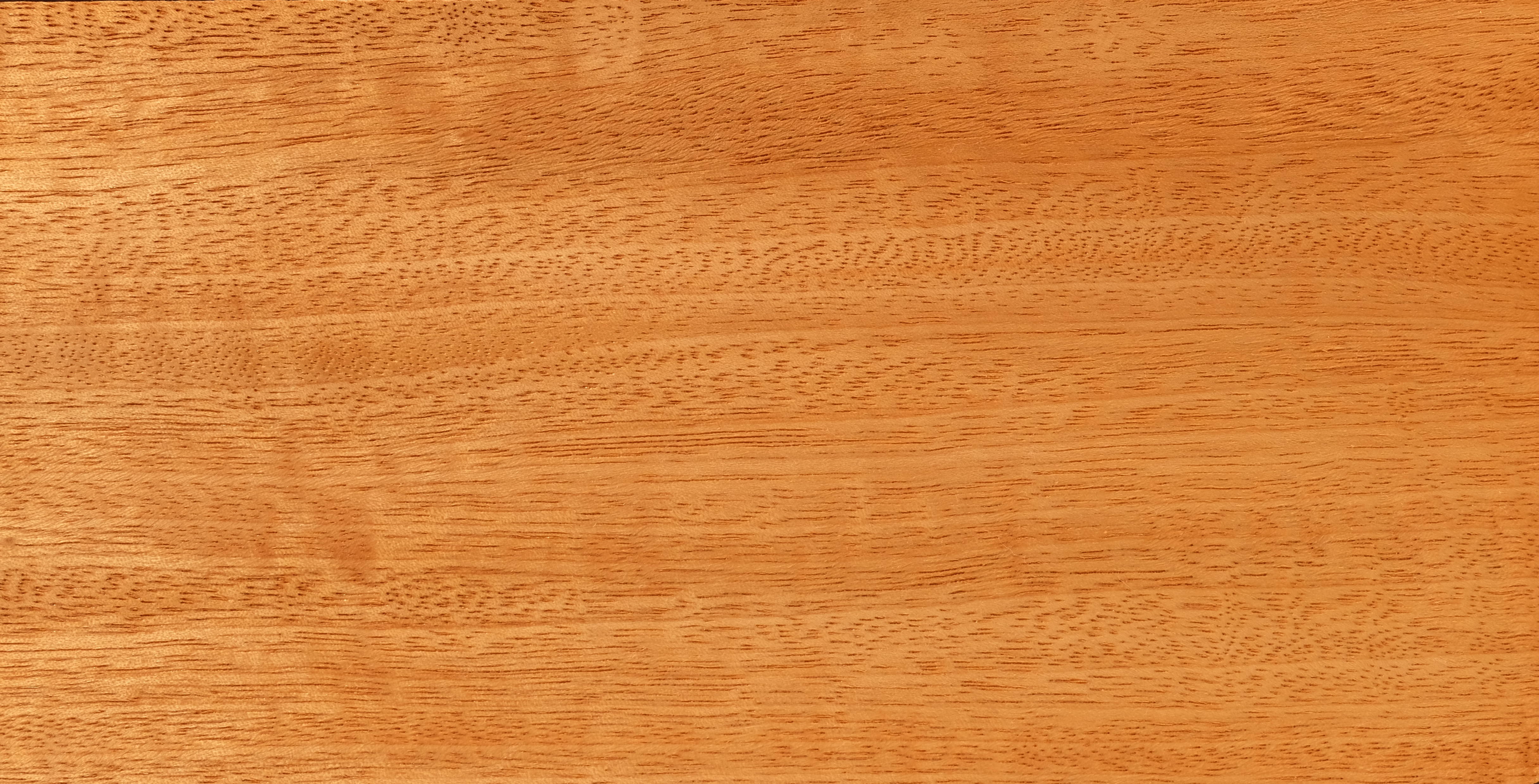
Framiré

Framiré is een houtsoort afkomstig van Terminalia ivorensis (familie Combretaceae), die voorkomt in West-Afrika.
Het geel tot bruingele hout is gemakkelijk bewerkbaar en wordt gebruikt voor fineer, meubels en buiten en binnenschrijnwerk.